# Eberhard de Franconia
Eberhard al III-lea (n. 885 d.Hr. – d. 23 octombrie 939 d.Hr., Andernach, Renania-Palatinat, Germania), membru al dinastiei Conradinilor, a fost duce de Franconia din 918 până la moarte. De asemenea, începând din 913, el a fost conte de Hessengau și de Persgau, din 918 conte de Oberlahngau, iar între 926 și 928 și duce de Lotharingia.
Eberhard a trecut la conducerea Ducatului de Franconia ca urmare a morții fratelui său, totodată și rege al Germaniei Conrad I din decembrie 918. Pe patul său de moarte regele Conrad l-a convins pe Eberhard să renunțe la orice ambiție de a prelua coroana germană și să îi îndemne pe principii electori ai Imperiului să îl aleagă pe Henric I "Păsărarul", pe atunci duce de Saxonia, ca succesor al său în adunarea care a avut loc în mai 919 la Fritzlar. Conrad considera că acesta ar fi singurul mod de a se pune capăt îndelungatei dispute dintre saxoni și franci și de a preveni disoluția Imperiului în state mici bazate pe ducatele tribale germane.
Eberhard a rămas loial față de Henric I, iar în 926 Henric i-a conferit la rândul său Ducatul de Lotharingia, aflat atunci într-o stare de tensiune, pe care Eberhard l-a liniștit imediat (926–928).
După moartea lui Henric, Eberhard a intrat imediat în conflict cu fiul și succesorul acestuia, împăratul Otto I "cel Mare". În 937 Eberhard a asediat castelul Helmern din apropiere de Peckelsheim, situat în interiorul Ducatului de Franconia, dar în apropiere de frontiera cu Saxonia și având o garnizoană condusă de un saxon care a refuzat să jure fidelitate oricărui nesaxon. Împăratul a convocat reprezentanții feudalilor săi la curtea regală de la Magdeburg, ocazie cu care i s-a ordonat lui Eberhard să plătească o amendă, iar locotenenții săi au fost condamnați să care câini morți în public, o pedeapsă de mare dezonoare. Iritat de decizie, Eberhard s-a raliat opozanților lui Otto, participând la izbucnirea răscoalei din 938, alături de fratele vitreg al lui Otto, Thankmar, și de noul duce de Bavaria Eberhard, fiul lui Arnulf de Bavaria). Thankmar a fost ucis la puțină vreme după aceea, iar Eberhard de Bavaria a fost înlocuit ca duce de Bavaria de către unchiul său Berthold (938–945). După o scurtă reconciliere cu Otto, Eberhard de Franconia s-a aliat apoi cu Gilbert de Lorena, arhiepiscopul Frederic de Mainz și cu Henric I de Bavaria, fratele mai tânăr al lui Otto, într-o nouă răscoală. La 23 octombrie 939 rebelii au fost înfrânți în bătălia de la Andernach. Eberhard de Franconia a fost ucis, iar ducatul său a devenit posesiune imperială directă între 939 și 1024.